# James Moran
James Moran (York, 5 marzo 1972) è uno sceneggiatore britannico.
James Moran è nato a York. È noto per aver scritto l'horror-commedia Severance - Tagli al personale (2006).

## Filmografia

### Film
- London Zombies (2012)
- Tower Block (2012)
- Severance - Tagli al personale (2006)

### Serie TV
- Girl Number 9 (2009)
- Torchwood (2008-2009)
- Primeval (2009)
- Spooks (2008)
- Crusoe (2008)
- Spooks: Code 9 (2008)
- Doctor Who (2008)

### Cortometraggi
- Turn Your Bloody Phone Off: The Third Batch
- Crazy for You (2013)
- Turn Your Bloody Phone Off: The Second Batch (2013)
- Turn Your Bloody Phone Off (2012)
- Halloween: H33 (2011)
- Cheap Rate Gravity (2004)